# Presidente del Banco Central Europeo
El presidente o gobernador del Banco Central Europeo es el máximo dirigente del Banco Central de la Unión Europea (BCE), y preside tanto su Comité Ejecutivo como el Consejo de Gobernadores.

## Funciones y nombramiento
El presidente encabeza el Comité Ejecutivo, el Consejo de Gobierno y el Consejo General del BCE. También ostenta la representación del banco en reuniones externas, como por ejemplo ante el G-20. El presidente es elegido por mayoría en el Consejo Europeo, de facto por aquellos Estados miembros que han adoptado el euro por un mandato de ocho años no renovables. Sin embargo, el primer presidente, Duisenberg, no llegó a servir su mandato en su totalidad. 

## Historia

### Duisenberg
La interpretación francesa del acuerdo sobre el nombramiento del neerlandés Wim Duisenberg como primer presidente del Banco Central Europeo fue que Duisenberg dimitiese a la mitad del mandato, tras cuatro años, y fuese reemplazado por el francés Jean-Claude Trichet. Duisenberg siempre desmintió vigorosamente que dicho acuerdo estuviese cerrado y declaró en febrero de 2002 que seguiría en su cargo hasta su 68.º cumpleaños el 9 de julio de 2003.
A pesar de ello, Jean-Claude Trichet se encontraba en el punto de mira judicial por el caso del Crédit Lyonnais y, en junio de 2002, no habría sido capaz de suceder a Duisenberg. Incluso el 9 de julio de 2003 no se llegó a esclarecer su situación judicial y permaneció en funciones hasta el 1 de noviembre de 2003.

## Lista de presidentes
Lista de los presidentes del Banco Central Europeos desde su creación el 1 de junio de 1998.
| # | Presidente (Nacimiento–Fallecimiento) Firma | Presidente (Nacimiento–Fallecimiento) Firma | Estado miembro | Mandato                | Mandato               |
| - | --- | ------------------------------------------- | -------------- | ---------------------- | --------------------- |
| 1 | | Wim Duisenberg (1935-2005)                  | Países Bajos   | 1 de junio de 1998     | 31 de octubre de 2003 |
| 1 | Fue ministro de Finanzas de los Países Bajos, presidente del Banco de los Países Bajos y del Instituto Monetario Europeo.                                                        | Wim Duisenberg (1935-2005)                  |                |                        |                       |
| 2 | | Jean-Claude Trichet (1942-)                 | Francia        | 1 de noviembre de 2003 | 31 de octubre de 2011 |
| 2 | Fue miembro del Grupo de los Treinta y gobernador del Banco de Francia. | Jean-Claude Trichet (1942-)                 |                |                        |                       |
| 3 | | Mario Draghi (1947-)                        | Italia         | 1 de noviembre de 2011 | 31 de octubre de 2019 |
| 3 | Fue director ejecutivo de Goldman Sachs en Europa, director ejecutivo del Banco Mundial, consejero del Consejo de Estabilidad Financiera (FSB) y gobernador del Banco de Italia. | Mario Draghi (1947-)                        |                |                        |                       |
| 4 | | Christine Lagarde (1956-)                   | Francia        | 1 de noviembre de 2019 | En el cargo           |
| 4 | Fue ministra de Economía, Finanzas e Industria de Francia y directora gerente del Fondo Monetario Internacional.                                                                 | Christine Lagarde (1956-)                   |                |                        |                       |

## Vicepresidentes
El vicepresidente Christian Noyer solo fue nombrado para un mandato de cuatro años para que el final del mismo coincidiera con el fin previsto del mandato presidencial de Wim Duisenberg. Su sucesor fue el economista griego y gobernador del Banco de Grecia Lukás Papadimos, nombrado para un mandato de ocho años.
| # | Vicepresidente (Nacimiento–Fallecimiento)                                                                                 | Vicepresidente (Nacimiento–Fallecimiento) | Estado miembro | Mandato            | Mandato            |
| - | --- | ----------------------------------------- | -------------- | ------------------ | ------------------ |
| 1 | | Christian Noyer (1950-)                   | Francia        | 1 de junio de 1998 | 31 de mayo de 2002 |
| 1 | Fue funcionario, consejero y presidente del Tesoro del Ministerio de Finanzas francés; y gobernador del Banco de Francia. | Christian Noyer (1950-)                   |                |                    |                    |
| 2 | | Lukás Papadimos (1947-)                   | Grecia         | 1 de junio de 2002 | 31 de mayo de 2010 |
| 2 | Fue economista sénior del Banco de la Reserva Federal de Boston y economista jefe y gobernador del Banco de Grecia.       | Lukás Papadimos (1947-)                   |                |                    |                    |
| 3 | | Vítor Constâncio (1943-)                  | Portugal       | 1 de junio de 2010 | 31 de mayo de 2018 |
| 3 | Fue secretario general del Partido Socialista portugués y gobernador del Banco de Portugal.                               | Vítor Constâncio (1943-)                  |                |                    |                    |
| 4 | | Luis de Guindos (1960-)                   | España         | 1 de junio de 2018 | En el cargo        |
| 4 | Fue Ministro de Economía, Industria y Competitividad del Gobierno de España entre 2011 y 2018.                            | Luis de Guindos (1960-)                   |                |                    |                    |